# Djibrine Kerallah
Djibrine Kherallah né en 1926 et mort le 21 octobre 2001 était un homme politique et diplomate tchadien. Il a été ministre des Finances et du Plan ainsi que minsitre des Affaires étrangères dans les années 1960 et 1970.